# Moskusoksen
|  | Denne artikel er oprettet af botten Steenthbot ud fra en ekstern database. Den kan derfor have sproglige fejl eller mangler. Denne skabelon kan fjernes efter kontrol af indholdet. |

Moskusoksen er en dansk dokumentarfilm fra 1967 instrueret af Frank Wenzel.

## Handling
Moskusoksen på sit levested i Grønland, blandt rensdyr og polarræve